# Kpop 獵魔女團
《Kpop 獵魔女團》（英語：KPop Demon Hunters）是一部2025年美國電腦動畫都市奇幻歌舞電影，由索尼動畫製作，瑪姬·姜和克里斯·艾伯翰斯共同執導，漢娜·麥克麥肯、丹雅·希門尼斯、瑪姬·姜和艾伯翰斯共同編劇，趙雅頓、安孝燮、玫·洪、柳智英、金倫珍、金俊珉、萊莎·柯希、金大賢、鄭康祖及李炳憲配音。
《Kpop 獵魔女團》於2025年6月20日全球上線Netflix。電影獲得了外界普遍好評，動畫製作、視覺風格、配音、幽默及音樂均受到讚譽；原聲帶專輯取得了大成功，在多個音樂和串流媒體排行榜上均名列第一和前十名。該片播出後風靡全世界，帶動世界各國前往韓國旅遊的熱潮和全球對韓流的關注。

## 劇情大綱
歷代以來，惡魔持續侵擾人類，並將人類的靈魂獻祭給統治者鬼魔（Gwi-Ma；귀마）。其後，三名女性以惡魔獵人的身分崛起，創造了名為「魂門」（Honmoon；혼문）的結界，將惡魔與人類世界隔離。這項傳承延續數代，每一代的三位獵人皆以歌聲維持魂門的效力。
到了現代，由魯米（Rumi）、米拉（Mira）與佐伊（Zoey）組成的K-pop女子團體HUNTR/X繼承了惡魔獵人的使命，並由撫養魯米長大的前代獵人席琳（Celine）擔任導師。世界巡迴演唱會結束後，HUNTR/X開始準備錄製新單曲〈燦金〉（Golden）。然而，魯米因擁有不為米拉和佐伊所知的半惡魔血統，開始失去聲音。一段閃回揭示席琳曾告訴魯米，若能徹底清除惡魔，魂門將轉為金色，形成最終封印，從而永久驅逐惡魔，並可能抹除魯米身上的惡魔印記。
在惡魔界，鬼魔對手下屢次失敗感到震怒。惡魔振宇（Jinu）提出新策略：組成男子團體Saja Boys，秘密吸收粉絲能量以削弱魂門，並以此交換鬼魔消除他人類時期的記憶。HUNTR/X與Saja Boys遭遇後迅速識破對方真實身分，但在衝突中未能成功阻止。戰鬥期間，振宇察覺魯米的惡魔血統，卻對團員隱瞞此事，並暗中協助她。振宇私下向魯米透露，鬼魔利用私語控制惡魔，使其長期被羞恥與悲傷折磨。他回憶四百年前，鬼魔賜予他美妙歌喉，助其家庭脫貧，但代價是身上逐漸浮現惡魔印記，最後被吞噬，並被拉入惡魔界成為奴隸。振宇因此對家族衰落深感愧疚。
隨著偶像大獎（Idol Awards）臨近，HUNTR/X加緊創作新曲〈擊倒〉（Takedown），意圖揭露Saja Boys陰謀，但Saja Boys人氣持續飆升。米拉因魯米質疑〈擊倒〉歌詞是否過於仇視惡魔而對她起疑。魯米在雙重身分的掙扎中開始同情惡魔，並向振宇提出條件：若他協助HUNTR/X贏得偶像大獎並重塑魂門，就讓他留在人類世界獲得自由。但隨魂門逐漸衰弱，更多人類靈魂被惡魔竊取。米拉向魯米強調，拯救生命應優先於修改〈擊倒〉歌詞。魯米向振宇坦承對自己血統的羞恥讓她失聲，但與振宇的交流治癒了她的聲音。兩人合唱後，振宇不再聽見鬼魔的聲音，決心破壞Saja Boys計劃。然而，鬼魔召回振宇，提醒他對魯米隱瞞的真相──他成名後是自願拋棄家庭，而非被迫──並威脅若不服從，將使其重新遭受私語折磨。
偶像大獎典禮當晚，Saja Boys未按時出場，HUNTR/X改為演唱〈燦金〉，倡導團結而非仇恨惡魔。卻有惡魔偽裝成米拉與佐伊，引誘魯米表演〈擊倒〉，並在演出中暴露其惡魔印記。魯米逃離舞台後與真正的米拉與佐伊相遇，後者得知魯米血統及與振宇密謀後感到背叛。魯米質問振宇，振宇否認後最終承認拋棄家庭的真相。鬼魔對米拉、佐伊及大眾施以催眠，誘使他們前往Saja Boys的最終演出，意圖徹底摧毀魂門並釋放鬼魔。魯米請求席琳結束自己半惡魔的生命，但遭席琳毅然拒絕並提議掩蓋此事。魯米指責席琳從未真正愛過自己，憤然離去。
魯米以一首探討羞恥與恐懼的新歌中斷Saja Boys表演，成功解除鬼魔催眠。HUNTR/X重聚反擊，解救被困民眾。振宇為保護魯米免受鬼魔攻擊而犧牲，消失前將復原的靈魂轉移至魯米的劍上。群眾隨之合唱，能量強化HUNTR/X，最終三人聯手擊敗鬼魔與Saja Boys，修復魂門。事件結束後，魯米不再為身分羞愧，與米拉、佐伊和睦相處。隨後，HUNTR/X重新公開露面與粉絲見面。

## 配音員
| 角色          | 配音員                              | 配音員           | 配音員                  | 配音員       |
| 角色          | 英語（原版）                        | 韓語             | 日語                    | 中文（台灣） |
| ------------- | ----------------------------------- | ---------------- | ----------------------- | ------------ |
| 魯米 （）     | 趙雅頓 Ejae（唱） 魯米·玉（Rumi Oak；少女） | 申娜悧           | 壽美菜子 堤玉子（唱）   | 曾允凡       |
| 米拉 （）     | 玫·洪 奧黛麗·魯納（唱）             | 金到永           | 田村睦心 Maru（唱）     | 陳貞伃       |
| 佐依 （）     | 柳智英 Rei Ami（唱）                | 金藝林           | 渡谷美帆 橫山愛實（唱） | 吳佳樺       |
| 振宇 （）     | 安孝燮 崔成贤（唱）                 | 閔丞釪           | 石川界人 藤正裕太（唱） | 張立昂       |
| 席琳 （）     | 金倫珍 莉亞·莎隆嘉（唱）            | 全淑京           | 樋口曉里                | 魏晶琦       |
| 巴比 （）     | 鄭康祖                              | 李相昊           | 虎島貴明                | 孟慶府       |
| 鬼魔 （）     | 李炳憲                              | 李炳憲           | 土田大                  | 曹冀魯       |
| 韓治療師      | 金大賢                              | 尹勇植           |                         | 宋昱璁       |
| 羅曼斯 （）   | 金俊珉 （唱）                       | 崔現植（최현식） |                         | 宋昱璁       |
| 主持人        | 萊莎·柯希                           |                  |                         |              |
| 米斯特里 （） | 李艾倫（Alan Lee） 禹聖賢（唱）             | 任彩斌           |                         | 孟慶府       |
| 艾伯斯 （）   | 趙成元 Neckwav（唱）                | 李弦             |                         | 陳彥鈞       |
| 獅子寶貝 （） | 丹尼·鍾（Danny Chung；唱）                     |                  |                         | 音箱         |

## 製作
2021年3月，據報導索尼動畫正在製作一部講述K-pop女團消除惡魔的動畫電影。該片由瑪姬·姜（Maggie Kang）和克里斯·艾伯翰斯共同執導，漢娜·麥克麥肯（Hannah McMechan）和丹雅·希門尼斯（Danya Jimenez）共同編劇，亞倫·沃納製片。2023年2月，該片改由Netflix全球獨占上線。
這部電影的構想來自瑪姬·姜，她希望拍攝一部以韩国文化為背景的作品。為此她深入探究朝鮮神話與惡魔學，尋找能在視覺上獨樹一格的元素，以區別於主流媒體的作品。姜亦表示，這部電影是她對K-Pop的情書，也是她對自己身為韓國血統根源的致敬。在角色設計方面，姜強調她希望創造與漫威漫畫女性超級英雄不同的形象，並非單純性感、酷炫又強悍，而是有小肚腩、會打嗝、粗俗且傻氣又有趣的女孩，於是塑造出包羅這些特質的角色。她還受到韓國電影導演奉俊昊如何在電影中調和多種不同語調，使作品富有動畫感的啟發。
當克里斯·艾伯翰斯加入本片製作後，姜向他說明了自己對電影的初步構想；克里斯·艾伯翰斯原本計畫在執導完2021年動畫電影《许愿神龙》後長時間休息，但他表示自己一直想拍一部關於音樂力量的電影，展現音樂如何團結人們、帶來喜悅並建立社群。
2024年6月，Netflix正式公布該片的消息以及發布首張劇照，並預定2025年全球上線。2025年4月，宣布趙雅頓、安孝燮、玫·洪、柳智英、金倫珍、金俊珉、萊莎·柯希、金大賢、鄭康祖及李炳憲加入配音陣容。此外，韓國女子團體TWICE的成員定延、志效和彩瑛將會演唱原創歌曲。

### 概念
據姜表示，劇中「HUNTR/X」的三位成員，從Itzy、BLACKPINK 和TWICE等女子偶像團體汲取靈感，米拉的造型則參考韓國模特兒安昭妍（Ahn So-yeon）及安惠真（MAMAMOO華莎）。男子團體「Saja Boys」的靈感來自多個韓國男子偶像團體，包括TOMORROW X TOGETHER、BTS、Stray Kids、ATEEZ、BIGBANG和Monsta X。團體中的領袖角色振宇，主要以韓國演員兼歌手車銀優與韓國演員南柱赫為原型，但根據導演瑪姬·姜的推特貼文，她表示採訪文章中提到的偶像名字只是因為採訪者直接提及，她本人只是回答了「是」，並沒有特別指名任何偶像個人。看起來她因為社群媒體上流傳的特定偶像報導而受到不少困擾，並且明確表示那些並非事實。
根據《韓國時報》記者白炳烈（Baek Byung-yeul）的說法，兩組團體的造型設計融合了韓國的傳統與當代元素。例如HUNTR/X成員所配戴的繩結飾品是結合現代K-pop美學的傳統飾品，同時繩結飾品的設計也體現在「HUNTR/X」的應援手燈；Saja Boys在演唱〈Your Idol〉時，穿著黑色韓服與黑笠，營造出朝鮮時代「監齋使者」的形象，又稱陰間使者，也就是韓國民間信仰中的死神。此外HUNTR/X所使用的武器也都來自韓國傳統物件，例如魯米所持有的武器為四寅劍（사인검/Sain-geom），米拉持有的武器為彎刀（곡도/Gok-do），而佐依持有的是傳統巫師進行巫術時使用的神刀（신칼/Shin-kal）。除了主要角色，製作團隊還為初代薩滿獵魔女團設計了武器，包含錫杖（석장/Seuk-jang）、雙劍（쌍검/Ssang-geum）以及角弓（각궁/Gak-gung），其中雙劍的靈感取自金命胤遺品雙劍。
姜進一步說明了角色造型的視覺轉變過程。Saja Boys剛登場時，是一種偏泡泡糖風格的甜美可愛造型，隨著劇情推進，風格逐漸變得深沉，最後轉化為經典的「死神」形象。艾伯翰斯則指出這些造型不只是服裝設計，更是推動故事發展的重要元素。在歌曲〈燦金〉中，HUNTR/X所穿的金色服飾象徵她們對完美的追求與無懈可擊的理想，這個造型也成了整部作品的麥高芬。然而到了第二幕尾聲，這樣的理想透過視覺語言徹底瓦解。
電影的藝術指導特別將韓國多個地標融入場景設計，其主要取景地點包括N首爾塔、漢江、北村韓屋村、河回村與駱山公園等地。

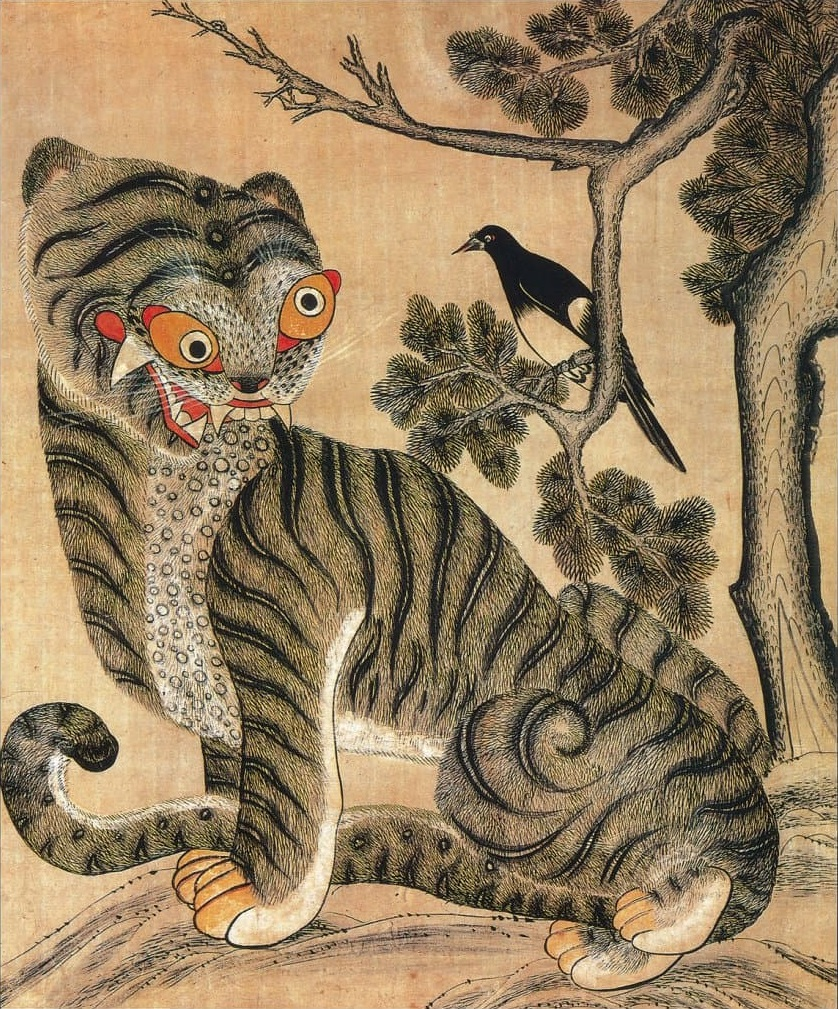
虎鵲圖

《Salon.com》記者阮漢（Hanh Nguyen）指出，振宇的寵物老虎與喜鵲（創作團隊暱稱為Derpy和Sussy）靈感取自朝鮮民畫風格，特別是其中一類名為「虎鵲圖」的傳統畫作，專門描繪老虎、喜鵲與松樹，在朝鮮王朝時期相當流行。分鏡藝術家拉德福德・塞克里斯特（Radford Sechrist）補充，Derpy之所以採用鮮藍色設計，可能是受到美術設計Helen Mingjue Chen的啟發，她希望這隻老虎帶有一種魔幻氛圍。此外他也證實Sussy總共有六隻眼睛，左右兩側各三隻。
姜表示，Derpy最初只是個有趣點子，並未被賦予明確定位，但團隊很快便認為他不應僅僅是陪襯角色。Derpy的設計靈感部分來自姜本人繪製的一幅插畫：畫中，一尊老虎雕像幻化為真正的老虎，旁邊則站著襯衫敞開的振宇。這幅圖像啟發了將Derpy設定為振宇寵物的構想。隨著創作逐步發展，Derpy最終演變為一種如同「信箱」般的存在；喜鵲的加入則是隨著設定推進而自然形成的組合。

### 動畫
該片由索尼動畫在其溫哥華和蒙特婁的工作室負責動畫製作，喬許·貝弗里奇（Josh Beveridge）擔任角色動畫主管。艾伯翰斯強調靈感來自「音樂影片、編輯攝影、韓劇、演唱會燈光及一點動漫元素」。姜解釋，在觀看索尼的《蜘蛛人：新宇宙》系列電影後，該系列特色是「2D與3D混合風格」，他們決定「在我們的電影中遠離任何2D元素」，反而「從動漫的臉部特徵及整體視覺風格汲取大量靈感」，目標是「打造一個CG版的動漫風」。
貝弗里奇同樣指出靈感來自「2D美學但以三維語言呈現」，希望電影有「非常大膽的視覺圖像風格」。 他也強調會調整角色臉部表情以符合電影的調性，例如「高調華麗的時刻」讓角色感覺像是「動畫世界中的流行明星」；「激烈動作場面」則會讓角色臉上有更多線條、更多角度；還有被稱作「Q版或半Q版」的「超可愛誇張造型」的「荒誕誇張」時刻。

## 音樂
電影的原創歌曲由丹尼·鍾、IDO、Vince、KUSH、Ejae、珍娜·安德魯斯、Stephen Kirk、Lindgren、Mark Sonnenblick與丹尼爾·羅哈斯創作，製作則由朴洪俊、24、IDO、DOMINSUK、Andrews、Kirk、Lindgren和Ian Eisendrath負責。配樂由馬塞洛·札佛斯作曲。原聲帶還收錄了奧黛麗·魯納、Rei Ami、崔成贤、禹聖賢、samUIL Lee、Neckwav和莉亞·莎隆嘉的演唱。該原聲帶於2025年6月20日發行；
主打單曲《擊倒》（Takedown）由TWICE的定延、志效和彩瑛演唱。
| Kpop獵魔女團 (Netflix電影原聲帶) | Kpop獵魔女團 (Netflix電影原聲帶) | Kpop獵魔女團 (Netflix電影原聲帶)                                       | Kpop獵魔女團 (Netflix電影原聲帶)          | Kpop獵魔女團 (Netflix電影原聲帶)                            | Kpop獵魔女團 (Netflix電影原聲帶) |
| 曲序                             | 曲目                             |                                                                        | 作曲                                      | 演唱者                                                      | 时长                             |
| -------------------------------- | -------------------------------- | ---------------------------------------------------------------------- | ----------------------------------------- | ----------------------------------------------------------- | -------------------------------- |
| 1.                               | 擊倒（Takedown）（TWICE版本）    | Lingdren                                                               | Lingdren Ian Eisendrath                   | 定延 志效 彩瑛                                              | 3:01                             |
| 2.                               | How It's Done                    | 丹尼·鍾 Ejae  Mark Sonnenblick                            | 24 ido 泰迪·朴 Ian Eisendrath             | HUNTR/X (Ejae、 奧黛麗·魯納、Rei Ami)                       | 2:56                             |
| 3.                               | Soda Pop                         | 丹尼·鍾 Kush MVince                                                    | 24 Dominsuk Ian Eisendrath                | Saja Boys (安德魯·崔、Neckwav、丹尼·鍾、禹聖賢、samUIL Lee) | 3:14                             |
| 4.                               | Golden                           | Ejae Mark Sonnenblick                                                  | 24 ido 泰迪·朴 Ian Eisendrath             | HUNTR/X (Ejae、奧黛麗·魯納、Rei Ami)                        | 3:14                             |
| 5.                               | Strategy                         | Boy Matthews Cleo Tighe                                                | Earattack Matthews Tighe Lee Woo-hyun     | TWICE                                                       | 2:48                             |
| 6.                               | Takedown                         | Lingdren                                                               | Lingdren Ian Eisendrath                   | HUNTR/X (Ejae、奧黛麗·魯納、Rei Ami)                        | 3:02                             |
| 7.                               | Your Idol                        | Ejae Kush Mark Sonnenblick Vince                                       | 24 ido Ian Eisendrath                     | Saja Boys (安德魯·崔、Neckwav、丹尼·鍾、禹聖賢、samUIL Lee) | 3:11                             |
| 8.                               | Free                             | 珍娜·安德魯斯 （ 英语 ： Jenna Andrews） Mark Sonnenblick Stephen Kirk              | 珍娜·安德魯斯 Stephen Kirk Ian Eisendrath | Rumi (Ejae) Jinu (安德魯·崔)                                | 3:07                             |
| 9.                               | What It Sounds Like              | 珍娜·安德魯斯 Mark Sonnenblick Stephen Kirk                            | 珍娜·安德魯斯 Ian Eisendrath Stephen Kirk | HUNTR/X (Ejae、奧黛麗·魯納、Rei Ami)                        | 4:10                             |
| 10.                              | Love, Maybe（사랑인가 봐）       | 金珉碩                                                                 | MeloMance                                 | Melomance                                                   | 3:05                             |
| 11.                              | Path（오솔길）                   | Jang Woon-beom Kang Joon-woo Jo Gap-chui Kim Young Hyeon Lee Soo Young | Kang Joon-woo Jo Gap-chui                 | Jokers                                                      | 3:41                             |
| 12.                              | Score Suite                      |                                                                        | 馬塞洛·札佛斯                             |                                                             | 3:00                             |
| 总时长：                         | 总时长：                         | 总时长：                                                               | 总时长：                                  | 总时长：                                                    | 37:50                            |

## 發行
《Kpop 獵魔女團》於2021年3月首次宣布時，尚未設定上映時間表。 同月晚些時候，該片被列為院線上映類型。
2022年4月，有報導指出Netflix已為《Kpop 獵魔女團》進行註冊。2023年2月，在一次對索尼影視娛樂執行長湯姆·羅思曼的《商业内幕》訪談中，確認該片將於該串流平台播出。
2024年6月，宣布《Kpop 獵魔女團》將於2025年上映。 2025年4月，一位動畫師透露該片將於6月上映，而同月晚些時候，正式宣布上映日期為2025年6月20日。

## 評價
根据評論匯總网站爛番茄汇总的32篇评论文章，97%的评论家给予该作正面评价 在Metacritic上，5位影評人共給予了77分的分數（滿分100分），這部電影獲得了「普遍好評」。
《紐約時報》的布蘭登‧余（Brandon Yu）表示，該片展現「原創的世界，既迷人又幽默，且藝術感強烈」，他評論說電影「最有趣的是嘲諷高度製造化的大眾文化，自K-pop到韓劇，再到大規模製作的歌唱比賽節目」。 《TheWrap》的馬特‧戈德堡（Matt Goldberg）評論指出，若非片中充滿幽默感的貫穿線，劇情「將會顯得痛苦地過於誇張」，而這幽默懂得何時嘲笑K-pop與韓劇的慣用橋段。余指出該片與索尼動畫的《蜘蛛人：新宇宙》系列有某種傳承關係，雖然兩者有類似的視覺風格，但本片主要借鑒的是更全面且技術性的電影感，擁有流暢的動作、引人注目的藝術風格，以及作為「動態敘事工具」的音樂。
《Io9》的以賽亞·科爾伯特（Isaiah Colbert）評論，索尼動畫團隊在繼《蜘蛛人：新宇宙》後毫不吝嗇，奉上又一視覺盛宴，動畫奢華鮮明。他強調片中大膽且富表現力的角色設計，使Huntrix從偶像主角轉換為帶有類似小妖精傾向的親和女孩。 《IGN》的杜桑·伊根（Toussaint Egan）認為電影懂得如何處理嚴肅題材而不讓自己顯得過於嚴肅，加上驚人的製作價值與刺激的動作場面，使整體體驗十分娛樂化。戈德堡讚賞瑪姬·姜和克里斯·艾伯翰斯理解即便故事背景荒誕，仍須嚴肅對待故事危機。 《Collider》的傑夫·尤因（Jeff Ewing）則表示，該片帶來一個美麗荒誕的奇幻設定，擁有關於惡魔、音樂和獵人的有趣傳說，既新穎又豐富。
關於配音陣容，尤因評論Huntrix的演員具有鮮明的性格，團體互動強烈，並指出玫·洪和柳智英分別完美詮釋了米拉和佐依，趙雅頓為主角魯米帶來複雜且情感豐富的聲音表演；此外，安孝燮作為聰明又有魅力的惡魔及男子團體主唱振宇表現出色。科爾伯特也讚揚主角陣容出色的配音表現，以及電影的真實音樂性，確保歌曲極具感染力，即使是最抗拒K-pop的人也會隨著副歌點頭或哼唱。他還提到電影將音樂視為避風港及情感表達的方式，這與《熊抱青春記》及《罪人》類似，但該片則以魔法少女動畫美學脫穎而出。伊根強調戰鬥場面配上華麗編舞與帶有動漫風格的活力，重點落在由眾多西方及K-pop知名音樂人創作的原創歌曲，使其成為視覺豐富的動作奇幻片，擁有足以吸引動畫音樂劇粉絲的動人高歌。戈德堡則指出這些朗朗上口的歌曲與劇情緊密結合，有助維持全片張力。
科爾伯特主要批評是結局過於方便，由於處理得過於圓滿，失去前面鋪陳所帶來的深度。尤因認為電影本可花更多時間塑造其他角色的情感生活，並強調觀眾對魯米的背景故事知之甚少，感覺不夠充足。戈德堡指出片中偶爾有調性上的急轉直下，解釋這並非電影需放棄情感元素，而是若要走這條路，應給米拉和佐依更強的角色弧线，否則其大半時間只是作為笑料存在直到結局。

## 未來
在接受《Screen Rant》專訪時，導演瑪姬·姜表達了對本片潛在續集及外傳故事的興趣，以進一步豐富該電影的世界觀。她表示，許多引發的疑問尚未完全解答，並指出「還有許多細節空間可供我們探索」，例如為角色米拉（Mira）與柔依（Zoey）設計可能的背景故事。  導演克里斯·艾伯翰斯則告訴《人物》：「還有許多疑問尚待解答，這是一件好事，而且也有許多不同的發展方向，都可以成為獨立的故事。」
2025年7月，《TheWrap》報導指出，隨著該電影的成功，Netflix 正在考慮多個潛在後續計畫，其中包括兩部電影續集、一部影集、真人版翻拍及一部舞台音樂劇。

## 外部連結
- 在Netflix上觀看《Kpop 獵魔女團》
- 互联网电影数据库（IMDb）上《Kpop 獵魔女團》的资料（英文）